# 세이레 (영화)
《세이레》는 2022년에 개봉한 대한민국의 영화이다.

## 캐스팅
- 서현우 : 우진 역
- 류아벨 : 세영 / 예영 역
- 심은우 : 해미 역
- 고은민
- 김우겸